# ناوكالبان دي خواريز
مدينة ناوكالبان دي خواريز بدولة المكسيك تتبع إدارياً لولاية مكسيكو التي تنتسب جغرافياً لقارة أمريكا الشمالية و تسمى أحياناً بأمريكا الوسطى لتوسطها بين أمريكا الشمالية و أمريكا الجنوبية